# Geronimo Stilton (Zeichentrickserie)
Geronimo Stilton ist eine italienische Zeichentrickserie, basierend auf der Bücherreihe Geronimo Stilton, die seit 2000 erscheint. Produziert wurde die Serie von mehreren Produktionsfirmen; Atlantyca Entertainment, Rai Fiction und MoonScoop Group produzierten die 1. und 2. Staffel und Backup Media produzierte in Zusammenarbeit mit B Media 2014 und Cofinova 5 die 3. Staffel. Die Erstausstrahlung war am 15. September 2009 auf dem italienischen Fernsehsender Rai 2, während die deutsche Erstausstrahlung am 16. November 2012 auf KiKA war.

## Inhalt
Die eigentlich spießige Maus Geronimo Stilton lebt in Mausilia auf der Mäuse-Insel und arbeitet als Verleger der Tageszeitung „Neue Nager-Nachrichten“. Er schreibt Geschichten über seine aufregenden Abenteuer, in denen er Kriminalfälle löst und Schätze sucht. Unterstützt wird er von seinem Neffen Benjamin und dessen Freundin Pandora, seiner Schwester Thea und seinem tollpatschigen verfressenen Cousin Farfalle, genannt FF und zusammen lösen sie so manchen kniffligen Fall oder stoßen auf die interessantesten Storys.

## Synchronisation
Das Dialogbuch haben Jens Opatz und Stefan Wellner verfasst, die Dialogregie führte Wolfgang Ziffer.
| Rollenname          | englischer Synchronsprecher | deutscher Synchronsprecher |
| ------------------- | --------------------------- | -------------------------- |
| Farfalle FF Stilton | Richard Ian Cox             | Christian Gaul             |
| Geronimo Stilton    | Brian Drummond              | Uwe Büschken               |
| Benjamin            |                             | Cedric Eich                |
| Pandora             | Moneca Stori                | Jodie Blank                |
| Thea Stilton        | Sarah Edmondson             | Julia Kaufmann             |
| Rick                |                             | Jörn Linnenbröker          |

## Staffel 1
| Nr. (Ges) | Nr. (St) | Deutsche Titel                           | Sendedaten | Originaltitel                          |
| --------- | -------- | ---------------------------------------- | ---------- | -------------------------------------- |
| 1         | 1        | Operation Shu-Fong-Fong                  | 05.05.2014 | Operazione Shufongfong                 |
| 2         | 2        | Der große Knüller                        | 06.05.2014 | Che scoop, Geronimo!                   |
| 3         | 3        | Sabotage am Filmset                      | 07.05.2014 | Ciak, si gira!                         |
| 4         | 4        | Die namenlose Mumie                      | 08.05.2014 | La mummia senza nome!                  |
| 5         | 5        | Barry der Schnäuzer                      | 09.05.2014 | Barry il Baffetto                      |
| 6         | 6        | Pfoten weg, Du Käsegesicht!              | 12.05.2014 | Giù le zampe, faccia di fontina!       |
| 7         | 7        | Abenteuer in China                       | 13.05.2014 | Rotta verso la Cina                    |
| 8         | 8        | Die Hypno-Maus                           | 14.05.2014 | A me gli occhi                         |
| 9         | 9        | Das Kloster der Karate-Mäuse             | 15.05.2014 | Il grande Torneo dei Guerrieri Topitsu |
| 10        | 10       | Captain Blackrats Schatz                 | 16.05.2014 | Il tesoro di Baffonero                 |
| 11        | 11       | Die unglaubliche Reise im Orient-Express | 19.05.2014 | Mistero sul Roditore Express           |
| 12        | 12       | Der Robo-Butler                          | 20.05.2014 | Casa, dolce, casa! Davvero?            |
| 13        | 13       | Der Fluch des Bogouda-Stammes            | 21.05.2014 | Geronimo, missione Africa!             |
| 14        | 14       | Die Klunker-Bande                        | 22.05.2014 | La Rattobanda                          |
| 15        | 15       | Prinzessin Thea                          | 23.05.2014 | Che fine ha fatto Tea?                 |
| 16        | 16       | Die Jetski-Piraten                       | 26.05.2014 | Che pasticcio, l’amore!                |
| 17        | 17       | Thea, das Topmodel                       | 27.05.2014 | Tea top model                          |
| 18        | 18       | Gefangen im Eis                          | 28.05.2014 | Mamma che Orca!                        |
| 19        | 19       | Der große Käse-Raub                      | 29.05.2014 | Che ne è stato del formaggio?          |
| 20        | 20       | Das Geheimnis von Schloss Whiskermaus    | 30.05.2014 | Chi è di scena?                        |
| 21        | 21       | Ratzilla greift an                       | 02.06.2014 | Dentro il videogioco!                  |
| 22        | 22       | Mausilias Superheld                      | 03.06.2014 | Supersauro Supereroe                   |
| 23        | 23       | Das große Rennen                         | 04.06.2014 | Una gara piena di trabocchetti         |
| 24        | 24       | Der Scherz-Weltmeister                   | 05.06.2014 | Un castello da brivido                 |
| 25        | 25       | Hilfe, es spukt!                         | 06.06.2014 | Ma cos’è successo, Trappola?           |
| 26        | 26       | Agent wider Willen                       | 09.06.2014 | Tè che passione!                       |

## Staffel 2
| Nr. (Ges) | Nr. (St) | Deutsche Titel                    | Sendedaten | Originaltitel                          |
| --------- | -------- | --------------------------------- | ---------- | -------------------------------------- |
| 27        | 1        | Der Haustiertag                   | 16.11.2012 | A caccia di informazioni               |
| 28        | 2        | Das Geheimnis der Grabkammer      | 19.11.2012 | Gelatine d’Egitto                      |
| 29        | 3        | Blutsverwandte                    | 20.11.2012 | Vampiri in Famiglia                    |
| 30        | 4        | Piraten an Bord                   | 21.11.2012 | Pirati all’arrembaggio                 |
| 31        | 5        | Chips und Dips                    | 22.11.2012 | Geronimo in salsa di … guai            |
| 32        | 6        | Der Drachentempel                 | 23.11.2012 | Il soffio del Dragone                  |
| 33        | 7        | Der Geistercowboy von Kaktus-City | 26.11.2012 | La leggenda del Cowboy Fantasma        |
| 34        | 8        | Die Smaragd-Schatulle             | 27.11.2012 | Lo Scrigno di Smeraldo                 |
| 35        | 9        | Die große Käseverschwörung        | 28.11.2012 | Ricetta Esplosiva                      |
| 36        | 10       | Die Urzeit-Maus                   | 29.11.2012 | Il topo preistorico                    |
| 37        | 11       | Farfalle, das Supermodel          | 30.11.2012 | Tutti in posa! Si scatta!              |
| 38        | 12       | Der Gesang der Meerjungmaus       | 03.12.2012 | Trappola per Sirena                    |
| 39        | 13       | Der Kampf der Clans               | 04.12.2012 | Lord Trappola                          |
| 40        | 14       | Die Legende von Bigmaus           | 05.12.2012 | La leggenda di Zampagrande             |
| 41        | 15       | Verschollen im Bergouda-Dreieck   | 06.12.2012 | Il mistero del triangolo delle Berguda |
| 42        | 16       | Jäger des verlorenen Nagers       | 07.12.2012 | Alla ricerca del Roditore d’Oro        |
| 43        | 17       | Hilfe, die Stiltons schrumpfen    | 10.12.2012 | Mini-Stilton                           |
| 44        | 18       | Du sitzt in der Falle, Geronimo   | 11.12.2012 | Sei in trappola, Geronimo!             |
| 45        | 19       | Hai-Alarm                         | 12.12.2012 | Squali, surf e altri pasticci          |
| 46        | 20       | Heiße Nachrichten vom Nordpol     | 13.12.2012 | Che caldo, al Polo!                    |
| 47        | 21       | Die Legende vom Jungbrunnen       | 14.12.2012 | La Fontana dell’Eterna Giovinezza      |
| 48        | 22       | Karate Maus Power                 | 17.12.2012 | Il ritorno dei guerrieri Topitsu       |
| 49        | 23       | Das Duell der Mäuse-Magier        | 18.12.2012 | Stratopiche Illusioni                  |
| 50        | 24       | Rettet die Tiere!                 | 19.12.2012 | Se gli animali potessero parlare …     |
| 51        | 25       | Eine mausige Hochzeit             | 20.12.2012 | Matrimonio … con sorpresa              |
| 52        | 26       | Die Rosen des Vergessens          | 21.12.2012 | Che cotta, Geronimo!                   |

## Staffel 3
| Nr. (Ges) | Nr. (St) | Deutsche Titel                     | Sendedaten | Originaltitel                              |
| --------- | -------- | ---------------------------------- | ---------- | ------------------------------------------ |
| 53        | 1        | Van Mausling, Hexenjäger           | 09.12.2016 | Van Rattling                               |
| 54        | 2        | Geronimo gegen die Wermaus         | 09.12.2016 | Il mistero del topo mannaro                |
| 55        | 3        | Das Juwel der Wüste                | 12.12.2016 | La gemma del deserto                       |
| 56        | 4        | Effeff mal vier                    | 12.12.2016 | Tanti Trappola, tanti guai !               |
| 57        | 5        | Der große Schlaf                   | 13.12.2016 | Il grande sonno                            |
| 58        | 6        | Der Hirn-Vertauscher               | 20.12.2016 | Nei panni di Geronimo                      |
| 59        | 7        | Der Monster-Gockel                 | 14.12.2016 | Il mostro crestato del palcoscenico        |
| 60        | 8        | Cheeseraker – Streng geheim        | 14.12.2016 | Missione : Zero-Formaggio                  |
| 61        | 9        | Die Zauberin der Sümpfe            | 15.12.2016 | La strega della palude                     |
| 62        | 10       | Ein Paradies für Aliens            | 20.12.2016 | A caccia di UFO                            |
| 63        | 11       | Die Wächter des Kaisers            | 16.12.2016 | I guardiani del re                         |
| 64        | 12       | Die Legende der Marzipan-Insel     | 16.12.2016 | Nessun topo è un’isola                     |
| 65        | 13       | Der verschwundene Clown            | 19.12.2016 | Un clown in trappola                       |
| 66        | 14       | Vulkanausbruch auf Miceland        | 19.12.2016 | Tanto fumo, niente scoop !                 |
| 67        | 15       | Sabotage bei den Winterspielen     | 21.12.2016 | Chi ha incastrato Tea?                     |
| 68        | 16       | Das geheimnisvolle Samurai-Schwert | 16.06.2017 | La spada di Mousitomo                      |
| 69        | 17       | Die Giraffe ist los                | 21.12.2016 | Un’avventura dal collo lungo lungo         |
| 70        | 18       | Mäuse auf dem Mond                 | 21.12.2016 | Topi sulla luna                            |
| 71        | 19       | Die Gebissdiebe                    | 22.12.2016 | Lo strano caso delle dentiere scomparse    |
| 72        | 20       | Der erste virtuelle Urlaub         | 20.06.2017 | Una stratopica vacanza virtuale? No grazie |
| 73        | 21       | Die Skateboard-Meisterschaft       | 21.06.2017 | Campionato di Skateboard a Topazi          |
| 74        | 22       | Geisterjäger                       | 21.06.2017 | Allarme fantasmi a Topazia                 |
| 75        | 23       | Das Geheimnis der Manchego-Insel   | 22.06.2017 | Topomessaggio in bottiglia                 |
| 76        | 24       | Sally Rattmausen exklusiv          | 22.06.2017 | Due topi e un bebé                         |
| 77        | 25       | Der große Dreh                     | 23.06.2017 | Ciak a Topazia                             |
| 78        | 26       | Der Nachwuchsspion                 | 23.06.2017 | Spie, nerd e videogioch                    |

## DVD
Vier DVDs erschienen bei polyband Medien GmbH
- Geronimo Stilton – Volume 1: Der Haustiertag, 22. März 2013
- Geronimo Stilton – Volume 2: Der Drachentempel, 31. Mai 2013
- Geronimo Stilton – Die große Box (3 DVDs), 28. Februar 2014
- Geronimo Stilton – Die große Box – Teil 2 (3 DVDs), 24. Oktober 2014

Die DVDs der 2. Staffel erhielten die Altersfreigabe FSK 0 (Folge 1–8, Folge 9–26).